# Hjältevad
Hjältevad – miejscowość (tätort) w Szwecji, w regionie administracyjnym (län) Jönköping, w gminie Eksjö.
Według danych Szwedzkiego Urzędu Statystycznego liczba ludności wyniosła: 349 (31 grudnia 2015), 405 (31 grudnia 2018) i 412 (31 grudnia 2019).